# Onroerend Erfgoed
Le Onroerend Erfgoed (Agence flamande du patrimoine) est une organisation scientifique autonome du Gouvernement flamand.
Créée le 5 mars 2004, à la suite d'une décision du gouvernement flamand du 14 mai 2000, elle succède à l'Instituut voor het Archeologisch Patrimonium (Institut du patrimoine archéologique). Sa mission est l'inventaire et l'étude scientifique du patrimoine. 
Ses bureaux hébergent également le secrétariat d'European Heritage Heads Forum.

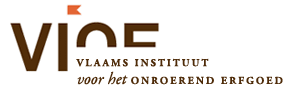
L'ancien logo

En 2011, l'organisation a été renommée de Vlaams Instituut voor het Onroerend Ergoed (en abrégé VIOE, littéralement institut flamand pour le patrimoine immobilier) en Onroerend Erfgoed.

## Missions de recherche
Les tâches principales de l'institut sont l'orientation des axes de recherche scientifique et la politique à mener en matière d'archéologie, d’aménagement des paysages, de conservation du patrimoine maritime. Ces mesures concernent à la fois la communauté scientifique, le secteur de la construction et le grand public.
Les études du Onroerend Erfgoed portent sur le patrimoine architectural, les paysages, les sites archéologiques et la recherche d'épaves.

## Inventaire
L’inventaire se divise en trois grands domaines :
1. l'inventaire archéologique
2. l'inventaire des paysages
3. l'inventaire du patrimoine architectural

Ce dernier inventaire du patrimoine architectural a été créé le 25 septembre 2009.
Le patrimoine répertorié dans cette liste bénéficie pour l'avenir d'une forme de sauvegarde sûre grâce à un certain nombre de règlements exceptionnels[Lesquels ?] en vigueur pour les bâtiments répertoriés. L'inventaire est mis à jour chaque année en septembre au moyen d'une nouvelle détermination légale.[pas clair]
- certains des bâtiments repris à l'inventaire sont classés au patrimoine culturel (beschermd monument)
  - dans ce cas, les normes en vigueur sont d'application
- d'autres biens sont repris à l'inventaire uniquement avec le statut de bouwkundig erfgoed
  - ce statut est moins protecteur qu'un classement comme monument et n'interdit pas totalement la démolition ou l'altération. Cependant :
    - un permis d'aménagement urbain est obligatoire pour la démolition d'un bâtiment repris à l'inventaire. En cas de démolition, la municipalité est obligée de mettre la valeur patrimoniale dans la balance.
    - un permis de développement urbain est obligatoire pour avoir le droit d'installer des panneaux solaires en toiture.
    - les bâtiments non conformes à l'affectation de la zone où ils se trouvent peuvent plus rapidement se voir attribuer une nouvelle fonction, à condition que l'aspect patrimonial soit conservé (ou augmenté)[3].
    - des dérogations aux normes en matière de coefficient de performance énergétique et de climat intérieur sont autorisées afin de préserver la valeur patrimoniale du bâtiment.
    - en cas de rénovation, la conversion en logement social est encouragée.
    - en outre, ce statut peut être une étape préalable au classement comme patrimoine culturel protégé

D'autres inventaires existent également, recensant les parcs et jardins, le patrimoine industriel et les orgues.